# Kuncevskaja (stanice metra v Moskvě, linka Bolšaja kolcevaja)
Kuncevskaja (rusky Кунцевская) je stanice moskevského metra na lince Bolšaja kolcevaja, která byla zprovozněna 7. prosince 2021 v rámci úseku Mňovniki - Kachovskaja. Je pojmenována podle v té době již existující stanice na Arbatsko-Pokrovské a Filjovské lince, na kterou je zde možno přestoupit. Dále je zde možno přestoupit i na stejnojmennou zastávku Moskevské železnice, kterou obsluhují vlaky na lince MCD-1.

## Charakter stanice
Stanice Kuncevskaja se nachází ve čtvrtích Kuncevo (Кунцево) a Fili-Davydkovo (Фили-Давыдково) podél Rubljovského šosse (Рублёвское шоссе) severně od křížení s ulicí Ivana Franko (Улица Ивана Франко). Stanice disponuje dvěma vestibuly. Severní povrchový vestibul umožňuje přestup na povrchovou stanici na Arbatsko-Pokrovské a Filjovské lince, jižní podzemní umožňuje přestup na železniční zastávku. Všechny tři stanice tvoří dohromady mohutný dopravní uzel.    
Stanice byla vyzdobena ve stylu antické mozaiky. Všechny povrchy – podlahy, stěny i stropy – imitují technologii staré mozaikové techniky teraco ve světle šedém odstínu. Na stropě byly použity také lesklé bílé panely, jsou podobné mezerám ve skalách. Geometrie a pravé úhly stanice jsou kompenzovány velkými válcovými lampami. Trať metra je zde vybudována v dvoukolejném tunelu, proto stanice Kuncevskaja má dvě boková nástupiště, jež jsou propojena s vestibuly prostřednictvím výtahů a eskalátorů, které však končí nad úrovní nástupišť. Zbytek musí cestující dojít po schodišti. Obě nástupiště propojuje prosklený nadchod, který poskytuje výhled na stanici. Design stanice se stal předmětem kritiky z důvodu, že se zde nachází nejužší nástupiště v moskevském metru - v nejužším místě činí pouze 1,8 metru.

## Fotogalerie
- Eskalátory na stanici Kuncevskaja
- Schodiště k průchodu na protější nástupiště a k eskalátorům
- Pohled na stanice z proskleného průchodu